# Frauen sind keine Engel
Frauen sind keine Engel ist eine deutsche Filmkomödie von Willi Forst aus dem Jahr 1943. In den Hauptrollen sind Marte Harell und Axel von Ambesser zu sehen. Margot Hielscher, Curd Jürgens, Richard Romanowsky und Hedwig Bleibtreu spielen tragende Rollen.

## Handlung
Richard Anden ist ein bekannter Filmregisseur und hat ausgesprochenen Schlag bei Frauen, dessen er sich durchaus bewusst ist. Der Mann genießt seinen Ruf als Charmeur und Frauenbetörer, doch trennt er dabei streng Beruf von privaten Eskapaden. Auch während einer Schiffsreise mit dem Luxusdampfer „Ariadne“, die er mit seinem Freund, dem Drehbuchautor Alfred Bolt, unternimmt, schwirrt die holde Weiblichkeit um ihn herum, nicht zuletzt, weil die Damen sich davon Protektion für eine Filmkarriere erhoffen. Die junge Lola beispielsweise spielt das treu-brave Hausfrauchen, ist aber in Wahrheit eine ehrgeizige Sängerin und zeigt ihr Können mit der Intonation des Titelliedes „Frauen sind keine Engel“. Anden will jedoch um seiner selbst willen begehrt werden und nicht nur aufgrund seiner machtvollen Position im Atelier und in der Zelluloidbranche.
Eines Abends ruht Anden entspannt im Liegestuhl auf dem Deck, als er Zeuge eines Gesprächs wird. Es findet zwischen der jungen Helga Norden und einem Kriminalkommissar namens Bandini statt. Der Polizeibeamte beschuldigt die Dame, ihren Gatten getötet zu haben. Helga gibt die Tat zu, behauptet aber, in Notwehr gehandelt zu haben. Aufgrund ihrer flehentlichen Bitte, nicht vor den Gästen an Bord verhaftet zu werden, gewährt der junge Kriminalbeamte der mutmaßlichen Totschlägerin eine Schonfrist bis zum Anlegen im nächsten Hafen, also in sieben Tagen. Richard, der nicht ahnt, dass er einer Inszenierung jener Dame mit ihrem Bruder in der Rolle des Polizisten aufgesessen ist, beginnt sofort Interesse an jenem mysteriösen Fräulein Norden zu entwickeln. Sein Interesse verwandelt sich nach einiger Zeit in Liebe, und Anden überlegt, ob er nicht versuchen soll, Helga bei Bandini mit einem Scheck freizukaufen. Gesagt, getan. Doch Bandini lässt Anden auflaufen und meint trocken, wenn er im Film demnächst mal eine Bestechungsszene drehen sollte, solle er doch lieber Bargeld anbieten.
Ebenfalls an Bord gekommen ist die Verlegerin Frau Dr. Orla. Auch sie, die in Wahrheit Fräulein Nordens Tante ist, spielt in dieser von Helga inszenierten Komödie eine Rolle. Die ältere Dame behauptet Anden gegenüber, nachdem sie von dessen Interesse an Helga erfahren hat, dass Helga eine Hochstaplerin sei. Sie und Bandini seien Geschwister und lediglich deshalb auf dem Passagierschiff, um dort betuchte Passagiere auszunehmen. Er, Anden, sei nur ein weiteres Opfer, denn Helga und Bandini zögen immer dieselbe Masche ab: die beobachtete Verhaftungsszene. Dann würde der Mann den Kavalier alter Schule spielen und die bedrängte Dame in Not freikaufen wollen. Natürlich habe Helga Norden niemanden umgebracht, aber diese Behauptung würde den dramatischen Aspekt dieser Schmierenkomödie unterstreichen. Darauf angesprochen, gesteht Helga Richard gegenüber, dass sie tatsächlich niemanden umgebracht habe. Richard ist dies alles egal, er bittet Helga, seine Frau zu werden.
Sie sagt „ja“, und beide begeben sich im nächsten Hafen vor den Traualtar. Doch plötzlich heißt es „Cut“, die Szene ist abgedreht. Helgas Überraschung ist groß, denn nicht nur sie versteht sich auf „große Inszenierung“. Anden hatte mittlerweile von seinem Kumpel Bolt erfahren, um wen es sich bei Helga Norden wirklich handelt und sie nunmehr nach seinem eigenen Drehbuch spielen lassen. Die junge Dame, die einst ein Drehbuch bei Anden eingereicht hatte, ohne einen positiven Bescheid bekommen zu haben, betrieb nämlich all den Aufwand lediglich, um dem Regisseur zu zeigen, wie gut ihr Manuskript sei und dass es einen prächtigen Filmstoff abgeben könne. Ihre Tante Orla gab das ihre, um den Wert Helgas als glaubwürdige, talentierte Autorin noch zu unterstreichen. Am darauffolgenden Tag legt Richard Helga einen Vertrag zur Unterzeichnung vor. Die Autorin, die sich von Anden vorgeführt fühlt, will das Dokument gerade vor seinen Augen zerreißen, da macht Richard sie darauf aufmerksam, dass dies mitnichten ein Abschluss zum Erwerb ihres Drehbuchs sei, sondern ein Ehevertrag. Und so sinken sich die beiden Turteltauben nach allerlei Umwegen in die Arme.

## Produktionsnotizen, Hintergrund
Die Dreharbeiten zu Frauen sind keine Engel begannen am 21. September 1942 und endeten im Dezember desselben Jahres. Die Produktionsleitung hatte Hans Somborn, Hannes Staudinger war einfacher Kameramann unter Jan Stallichs Chefkamera. Die Filmbauten schufen Julius von Borsody und Fritz Jüptner-Jonstorff, für den Ton sorgten Alfred Norkus und Otto Untersalmberger. J. A. Vesely war Aufnahmeleiter, W. Fred Adlmüller entwarf die Kostüme. Walter Leschetizky sorgte für die musikalischen Spezialarrangements. Den titelgebenden Gassenhauer sang Margot Hielscher, außerdem die Lieder Ich sage Ja und Du hast Glück bei den Frau’n Bel Ami. 
Die Produktionskosten des von der Willi Forst-Film im Auftrag der Wien-Film produzierten Films beliefen sich auf 1.202.000 RM.
Im Handbuch zu „Österreichische Film Tage 1986“ wird in der Rubrik „Retrospektive“ von Dr. Walter Fitz die Auffassung von Willi Forst über seine Arbeit als Regisseur wiedergegeben: „So wie technisch in minutiöser Arbeit alles vorbereitet ist, so ist es auch im Künstlerischen. Der Schauspieler erhält von mir ein Drehbuch, das vom ersten bis zum letzten Wort, mit den feinsten Nuancen der Rolle fix und fertig ist … Es gibt kein nervöses ‚In-die-Luft-Hineinarbeiten‘ und es klappt alles reibungslos.“ (S. 215/16) Der Autor Karlheinz Wendtland meinte, das merke man in jedem Film von Willi Forst, „insbesondere in diesem!“
In seinen unvollständigen und unveröffentlichten Memoiren äußerte sich Forst rückblickend eher negativ über diesen Film und bezeichnete ihn als "vollkommen unbedeutend". Er habe vielmehr einen unkomplizierten Film zwischendurch machen wollen, um nicht beim Regime als Regisseur in Ungnade zu fallen. Géza von Cziffra hatte zufälligerweise die Story parat, zu der Forst "wenigstens ein brauchbarer Titel" eingefallen sei. Erschwerend kam eine Verordnung des Reichsfilmintendanten hinzu, dass jede Szene aus Sparsamkeitsgründen nur maximal zwei Mal gedreht werden durfte. Forst wiederum gab sich mit jeweils einem Take zufrieden, Versprecher wurden nachsynchronisiert.
Willi Forst erkannte das Talent von Curd Jürgens und seine Ausstrahlung auf der Filmleinwand. Jürgens war in diesem Film erstmals in einer durchgängigen Rolle in einem Film zu sehen.

### Veröffentlichung
Die Uraufführung fand am 23. März 1943 in Wiens Apollo-Filmtheater statt. Die Berliner Erstaufführung war am 20. Juli 1943 in den Kinos Marmorhaus und Babylon. In Amsterdam in den Niederlanden wurde der Film im Juni 1943 veröffentlicht, in Schweden im August 1943, in Dänemark im Oktober 1943 und in Finnland im Dezember 1943. In Frankreich erfolgte eine Veröffentlichung im Januar 1944, in den Vereinigten Staaten im Jahr 1946 und in Portugal im Februar 1948. In der Bundesrepublik Deutschland wurde Frauen sind keine Engel erstmals am 26. Oktober 1959 im Fernsehen gezeigt.
Veröffentlicht wurde der Film zudem in Griechenland, Ungarn, Italien, Polen und Spanien.

## Kritiken
„Forst ging in diesem Film andere Wege als bisher. Nichts von Revue, von tausend schönen Beinen. Er machte einen Film vom Film.“

„Mit leichter Hand inszeniertes Lustspiel, in dem sich der Filmbetrieb einfallsreich und selbstironisch auf die Schippe nimmt.“

Der Kritiker und Autor Karlheinz Wendtland stellte die Frage, was die Damen und Herren, „die heute vom Nazifilm reden“, dazu sagen würden, „daß in diesem Film ein deutsches Volkslied verjazzt wird?“ Weiter befand Wendtland, der Film sei „eine bemerkenswerte deutsche Abart der amerikanischen screwball-comedy!“
In Cinemas Redaktionskritik war die Rede von einer „satirischen Komödie“ und weiter: „Mit Charme, Witz und Tempo nimmt Willi Forst (‚Bel Ami‘, ‚Die Sünderin‘), einer der besten Musicalregisseure der 30er Jahre, die Marotten der Filmbranche aufs Korn.“ Fazit: „Pointenreiches Spiel, schwungvoll inszeniert.“
Kino.de sprach von einer „leichte[n] Komödie nach einem Drehbuch des späteren Erfolgsregisseurs Geza von Cziffra (Charleys Tante mit Peter Alexander) für seine eigene Produktionsfirma“. Weiter hieß es: „Marte Harell und Axel von Ambesser spielen sich an Bord des Luxusliners bestens aufgelegt die Bälle zu und nehmen in einigen selbstironischen Anspielungen auch die Filmindustrie aufs Korn. Die lockeren Musiknummern von Theo Mackeben fügen sich perfekt in die turbulente Handlung ein.“
Auf der Seite Curd Jürgens Der Nachlass, auf der der Filmhistoriker Eberhard Spiess seine Erinnerungen festhielt, heißt es: „Die Handlung weist intelligente und witzige Dialoge auf (dazu tragen so versierte Darsteller wie Marte Harell, Hedwig Bleibtreu, Axel von Ambesser oder Richard Romanowsky bei).“ […] „Das Publikum belohnte das spritzige, mit Humor und Atmosphäre präsentierte Thema mit einer Laufzeit von 28 Tagen“ [bezogen auf das Marmorhaus in Berlin].